# Егоров, Егор Степанович
Егор Степанович Егоров (?-?) — екатеринбургский купец 2-й гильдии, четвёртый городской голова Екатеринбурга.

## Биография
Точные данные о его происхождении не найдены, но можно предположить, что он был сыном приказчика демидовского Невьянского завода — Степана Егорова.
Старообрядец Егор Степанович Егоров проживал в Екатеринбурге приблизительно с конца 1770-х годов. Занимался мясным и сальным торгом, владел несколькими домами и сальным заводом в Екатеринбурге. Это дало ему возможность записаться сначала в 3-ью, а затем и во 2-ю купеческие гильдии.
В 1781—1784 годах купец занимал ответственный пост ратмана городового магистрата.
В 1786 году при поддержке тогдашнего пермского наместника генерал-губернатора Евгения Петровича Кашкина Егор Егоров и Потап Матвеев были выбраны к получению ссуды от Государственного заёмного банка на екатеринбургское купечество.
С октября 1793 года по октябрь 1796 года занимал пост городского головы. В этот период городская дума последовательно стремилась переложить часть городских налогов и выполнение полицейских обязанностей (специально назначаемые люди выполняли функции так называемых расходчиков, сотников, пятидесятников и десятников) с «гражданского общества» на обывателей заводского и иных ведомств.
Была упорядочена система отводов городских участков под частное строительство, широко внедрены заклады частных строений (в основном каменных домов) для получения денег на предпринимательские цели. Цеховым людям, отставным мастеровым и солдатам запретили торговать в гостином дворе и на рынке.
При содействии Егорова в ведение строящегося каменного Вознесенского храма были переданы общественные весы на Торговой площади для прямого использования сборных денег. Был открыт трактир «первого разряда» с бильярдом — первое в Екатеринбурге подобие того, что в городах столичных получило название аристократического клуба. Четверть доходов этого трактира и кабаков перечислялось на общественный сиротский дом.
При нём были выписаны на думу и городской магистрат газета «Московские ведомости» с приложением сенатских указов и переводной немецкий «Адресный и политический журнал».
В 1796 году, он судя по сохранившимся документальным свидетельствам, постоянно болел. В должности его до самой отставки с поста городского головы попеременно замещали гласные от гильдий Григорий Гилев и Иван Щепетильников.
В 1800-е года с переменным успехом занимался мясным промыслом, для чего совершал торговые поездки на Ирбитскую ярмарку. Особого состояния на этом деле он, вероятно, не нажил, так что его сыновья Аким и Степан в конечном счете вынуждены были довольствоваться записью в мещанство.